# مسعود مير كاظمي
مسعود مير كاظمي ( (بالفارسية: مسعود میرکاظمی) ؛ ولد ق. 1960) سياسي إيراني محافظ ونائب رئيس إيران الحالي ورئيس منظمة الخطة والموازنة الإيرانية . كان عضوًا في مجلس الشورى الإسلامي عن منطقة طهران من عام 2012 حتى عام 2016 ، وشغل سابقًا منصبين وزاريين في حكومة محمود أحمدي نجاد .

## النشأة والتعليم
ولد كاظمي في طهران عام 1960.   حصل على درجتي البكالوريوس والماجستير من جامعة إيران للعلوم والتقنية في عامي 1986 و 1989 على التوالي.  كما أنه حاصل على درجة الدكتوراه في الهندسة الصناعية من جامعة تربية مدرس (1996). 

## مسار
بعد ثورة 1979 ، أصبح كاظمي عضوًا في لجان الثورة ثم الحرس الثوري الإيراني .  ثم ترأس جامعة شاهد . كان وزيراً للتجارة الإيرانية خلال الولاية الأولى للرئيس محمود أحمدي نجاد من 2005 إلى 2009.  ناقش كاظمي إمكانية جعل العراق المجاورة سوقا رئيسيا لتصدير الغاز بسبب تدمير البنية التحتية للطاقة في العراق نتيجة غزو العراق عام 2003 . 
شغل منصب وزير النفط من 2009 إلى 2011 ،  ليحل محل غلام حسين نوذري بعد إعادة انتخاب أحمدي نجاد. 
في 14 أكتوبر 2010 ، انتخب مير كاظمي رئيسًا لمؤتمر أوبك 2011.
في 9 مايو 2011 ، أُعلن أن مير كاظمي وصادق محصولي وعلي أكبر محرابيان مغادرتهم الحكومة.  لم يكن يشارك في اجتماعات مجلس الوزراء منذ يونيو 2011 وكان محمدعلي عبدي وزيرًا بالوكالة في غيابه. أعلن ترشحه لمجلس الشورى الإسلامي في الانتخابات التشريعية لعام 2012 في 22 ديسمبر 2011 وانتخب نائباً عن طهران .